# Martín Chialvo
Martín Chialvo (Marcos Juárez, Provincia de Córdoba, 14 de mayo de 1998) es un piloto argentino de automovilismo. Compitió, entre otros campeonatos Fórmula Renault Plus, Fórmula Renault Nacional y TC2000. Debutó en karting en 2011 con 12 años de edad. Pasó a los monoplazas a los 15 años, en 2014.

## Resumen de carrera
| Temporada | Categoría                  | Equipo                        | Carreras     | Victorias    | Poles        | VR           | Podios       | Puntos       | Pos.         |
| --------- | -------------------------- | ----------------------------- | ------------ | ------------ | ------------ | ------------ | ------------ | ------------ | ------------ |
| 2014      | Fórmula Renault Plus       | Aimar Motorsport              | 12           | 0            | 0            | 0            | 1            | 65           | 9            |
| 2015      | Fórmula Renault Plus       | Aimar Motorsport              | 12           | 0            | 1            | 1            | 2            | 139          | 9            |
| 2016      | Fórmula Renault Plus       | Aimar Motorsport              | 4            | 0            | 7            | 0            | 0            | 48           | 32.º         |
| 2016      | Fórmula Renault Argentina  | JLS Motorsport                | 20           | 2            | 4            | 1            | 7            | 236          | 8.º          |
| 2017      | TC 2000                    | Escudería Fela                | 20           | 0            | 0            | 0            | 1            | 207          | 7.º          |
| 2018      | TC 2000                    | Escudería Fela                | 15           | 4            | 0            | 2            | 7            | 366          | 2.º          |
| 2018      | Súper TC 2000              | Toyota Gazoo Racing Argentina | 1            | 0            | 0            | 0            | 0            | -            | 5            |
| 2019      | TC 2000                    | Escudería Fela                | 22           | 1            | 0            | 2            | 7            | 244          | 3.º          |
| 2019      | Súper TC 2000              | Honda Racing                  | 1            | 0            | 0            | 0            | 0            | -            | 11           |
| 2020      | Turismo Nacional - Clase 3 | GC Competición                | 8            | 0            | 0            | 0            | 0            | 30           | 26.º         |
| 2021      | Turismo Nacional - Clase 3 | GC Competición                | Disputándose | Disputándose | Disputándose | Disputándose | Disputándose | Disputándose | Disputándose |
| Fuente:   |                            |                               |              |              |              |              |              |              |              |

## Resultados

### TC 2000
| Año  | Equipo         | Auto           | 1    | 2    | 3    | 4    | 5    | 6    | 7     | 8     | 9     | 10    | 11    | 12   | 13   | 14     | 15     | 16    | 17    | 18    | 19  | 20     | 21    | 22     | 23     | Res. | Puntos |
| ---- | -------------- | -------------- | ---- | ---- | ---- | ---- | ---- | ---- | ----- | ----- | ----- | ----- | ----- | ---- | ---- | ------ | ------ | ----- | ----- | ----- | --- | ------ | ----- | ------ | ------ | ---- | ------ |
| 2017 |                |                | AG I | AG I | BA I | BA I | CDU  | CDU  | PAR I | PAR I | RC    | RC    | BA II | SL   | SL   | PAR II | PAR II | AG II | SMM   | CON   | CON | BA III |       |        |        | 7.º  | 207    |
| 2017 | Escudería Fela | Ford Focus III | 9    | 14   | Ret  | Ret  | Ret  | 10   | 5     | 5     | 5     | 4     | 7     | 7    | Ex.  | 4      | Ex.    | 2     | 4     | 11    | 6   | 10     |       |        |        | 7.º  | 207    |
| 2018 |                |                | AG I | AG I | CDU  | CDU  | CON  | CON  | RC    | RC    | BA    | LP    | LP    | SL I | SL I | AG II  | SMM    | SMM   | SL II | SL II | ROS | ROS    | PAR   | PAR    |        | 2.º  | 366    |
| 2018 | Escudería Fela | Ford Focus III | 1    | 4    | 12   | 12   | 11   | 2    | Ret   | 8     | 2     | Ret   | 1     | 1    | 8    | 7      | 8      | 6     | 2     | 9     | 1   | 11     | 10    | 5      |        | 2.º  | 366    |
| 2019 |                |                | AG   | AG   | OLA  | OLA  | RC I | RC I | CDU   | CDU   | PAR I | PAR I | SNI   | SNI  | ROS  | ROS    | BA I   | RC II | RC II | OBE   | OBE | BA II  | BA II | PAR II | PAR II | 3.º  | 244    |
| 2019 | Escudería Fela | Ford Focus III | 9    | 17†  | 1    | 13†  | 7    | 12†  | 7     | 2     | 2     | 4     | 8     | 6    | 5    | 8      | 4      | 3     | 5     | 5     | 3   | 3      | 9     | 5      | 2      | 3.º  | 244    |

### Súper TC 2000
| Año  | Equipo                        | Auto              | 1    | 2   | 3   | 4   | 5   | 6   | 7   | 8   | 9   | 10  | 11  | 12  | 13    | 14 | Res. | Puntos |
| ---- | ----------------------------- | ----------------- | ---- | --- | --- | --- | --- | --- | --- | --- | --- | --- | --- | --- | ----- | -- | ---- | ------ |
| 2018 |                               |                   | BA I | ROS | ROS | SMM | PDF | RAF | SJU | OBE | SFE | SFE | TRH | SNI | BA II | AG | -    | -      |
| 2018 | Toyota Gazoo Racing Argentina | Toyota Corolla XI |      |     |     |     |     |     |     |     |     |     |     |     | 5     |    | -    | -      |
| 2019 |                               |                   | AG   | GR  | VIL | ROS | PAR | SAL | SNI | SJU | SMM | SMM | BA  | RC  | CEN   |    | -    | -      |
| 2019 | Honda Racing                  | Honda Civic X     |      |     |     |     |     |     |     |     |     |     | 11  |     |       |    | -    | -      |

### TCR South America
| Año  | Equipo                  | Auto                            | 1   | 2   | 3   | 4   | 5   | 6   | 7   | 8   | 9   | 10  | 11 | 12 | 13  | 14  | Pos. | Pts. |
| ---- | ----------------------- | ------------------------------- | --- | --- | --- | --- | --- | --- | --- | --- | --- | --- | -- | -- | --- | --- | ---- | ---- |
| 2022 |                         |                                 | VEL | VEL | INT | GOI | GOI | RIV | RIV | EPI | EPI | TRH | BA | BA | VIL | VIL | -    | 0    |
| 2022 | Squadra Martino Uruguay | Alfa Romeo Giulietta Veloce TCR |     |     |     |     |     |     |     |     |     | Ret |    |    |     |     | -    | 0    |